# 1985 (filme)
1985 (bra: O Ano de 1985) é um filme de drama estadunidense, dirigido por Yen Tan e lançado em 2018. O filme é uma expansão de um curta-metragem anterior do mesmo nome que Tan lançou em 2016.

## Sinopse
Ambientado no Texas em 1985, o filme é estrelado por Cory Michael Smith como Adrian Lester, um homem gay que voltou para casa depois de vários anos morando em Nova Iorque para contar à sua família que estava morrendo de AIDS. O elenco também inclui Michael Chiklis e Virginia Madsen como pais de Adrian, Aidan Langford como seu irmão mais novo Andrew e Jamie Chung como sua amiga de infância Carly.

## Lançamento
O filme estreou em março de 2018 no SXSW. Em seguida, foi exibido em vários festivais de filmes LGBT e de interesse geral, incluindo a gala de abertura do Vancouver Queer Film Festival de 2018. O DVD e a versão digital do filme foram lançados em dezembro de 2018. Também foi lançado no Reino Unido pela Peccadillo Pictures, e está previsto para ser lançado na Austrália, Nova Zelândia e Alemanha. Estreou no Brasil em 25 de abril de 2019.

## Recepção
1985 recebeu vários prêmios como o grande prêmio do júri no SXSW Texas Competition, o festival de melhor filme no Festival Fire!! Barcelona LGBT Film, o prêmio do público e o prêmio do júri estudantil no Festival de Cinema Champs-Élysées em Paris, o grande prêmio do júri e o prêmio de melhor roteiro no Festival de Cinema LGBTQ de Los Angeles e os prêmios de: melhor longa-metragem, melhor roteirista para Yen Tan, melhor ator para Cory Michael Smith, melhor ator coadjuvante para Michael Chiklis, melhor atriz coadjuvante para Jamie Chung no Festival Internacional de Cinema Queen Palm.